# Bob Mulder
Bob Mulder (Delfzijl, 31 januari 1974) is een Nederlandse voormalige profvoetballer. Zijn positie in het veld was aanvaller.

## Loopbaan als speler
Mulder begon zijn carrière bij Neptunia in Delfzijl. Later stapte hij over naar Appingedam.
FC Groningen nam hem daarna over. Hij speelde in het seizoen 1995/96 zes wedstrijden voor die club. Hierin scoorde hij één keer. In het seizoen 1996/97 kwam hij uit voor MVV. In het seizoen 1997/98 voor SC Heracles '74 en hierna speelde hij enkele seizoenen voor de BV Veendam. Hierna kwam hij nog enkele seizoenen uit voor SV Meppen en VfB Oldenburg. Tegenwoordig is hij sinds 2023 trainer bij VV Meedhuizen. 

## Statistieken
| Seizoen | Club            | Divisie        | Land      | Aantal wedstrijden | Aantal goals |
| ------- | --------------- | -------------- | --------- | ------------------ | ------------ |
| 1994/95 | Appingedam      | Hoofdklasse    | Nederland | ?                  | ?            |
| 1995/96 | FC Groningen    | Eredivisie     | Nederland | 6                  | 1            |
| 1996/97 | MVV             | Eerste divisie | Nederland | 26                 | 4            |
| 1997/98 | SC Heracles '74 | Eerste divisie | Nederland | 8                  | 1            |
| 1998/99 | BV Veendam      | Eerste divisie | Nederland | 25                 | 8            |
| 1999/00 | BV Veendam      | Eerste divisie | Nederland | 27                 | 5            |
| 2001/02 | SV Meppen       | Oberliga Nord  | Duitsland | ?                  | ?            |
| 2002/03 | VfB Oldenburg   | Oberliga Nord  | Duitsland | ?                  | ?            |
| 2003/06 | Appingedam      | Hoofdklasse    | Nederland | ?                  | ?            |